# Gain
Son Ga-in (hangul: 손가인), mer känd under artistnamnet Gain, född 20 september 1987 i Seoul, är en sydkoreansk sångerska och skådespelare.
Hon har varit medlem i den sydkoreanska tjejgruppen Brown Eyed Girls sedan gruppen debuterade 2006. Hon släppte sitt solo-debutalbum Step 2/4 den 8 oktober 2010. 

## Diskografi

### Album
| Albuminformation                                   | Topplacering          |
| Albuminformation                                   | Sydkorea (Gaon Chart) |
| -------------------------------------------------- | --------------------- |
| Step 2/4 (EP-skiva) - Släppt: 8 oktober 2010       | 2                     |
| Talk About S (EP-skiva) - Släppt: 5 oktober 2012   | 1                     |
| Romantic Spring (EP-skiva) - Med: Cho Hyung-woo    | 3                     |
| Truth or Dare (EP-skiva) - Släppt: 6 februari 2014 | 6                     |
| Hawwah (EP-skiva) - Släppt: 12 mars 2015           | 5                     |
| End Again (EP-skiva) - Släppt: 8 september 2016    | 5                     |

### Singlar
| År               | Titel                                   | Topplacering          |
| År               | Titel                                   | Sydkorea (Gaon Chart) |
| Solo & samarbete | Solo & samarbete                        | Solo & samarbete      |
| ---------------- | --------------------------------------- | --------------------- |
| 2006             | "Must Have Love" (med Kim Yong-jun)     | —                     |
| 2006             | "Must Have Friends" (med Kim Yong-jun)  | —                     |
| 2009             | "Tomorrow" (med HyunA, Uee & Seungyeon) | —                     |
| 2010             | "Irreversible"                          | 1                     |
| 2010             | "Bad Temper"                            | 11                    |
| 2012             | "Bloom"                                 | 2                     |
| 2012             | "Nostalgia" (med Eric Mun)              | 13                    |
| 2013             | "Brunch" (med Cho Hyung-woo)            | 19                    |
| 2014             | "Fxxk U" (med Bumkey)                   | 3                     |
| 2014             | "Truth or Dare"                         | 8                     |
| 2014             | "A Tempo"                               | 22                    |
| 2015             | "Apple" (med Jay Park)                  | 2                     |
| 2015             | "Paradise Lost"                         | 6                     |
| 2015             | "When the Twelve O'clock"               | —                     |
| 2016             | "Carnival (The Last Day)"               | 40                    |
| 2017             | "Pray" (med Jeff Bernat)                | —                     |
| Medverkan        |                                         |                       |
| 2008             | "Marriage" (av Choi Jung-chul)          | —                     |
| 2009             | "We Fell in Love" (av Jo Kwon)          | 1                     |
| 2012             | "For You Not to Know" (cover av As One) | 8                     |
| 2012             | "Someone Else" (av Park Jin-young)      | 2                     |
| 2012             | "Take Out" (av Ra.D)                    | 21                    |
| 2013             | "MaMa Beat" (av LC9)                    | 86                    |
| 2013             | "Everybody Has Secrets" (av IU)         | 2                     |
| 2014             | "Seoul Lonely" (av Phantom)             | 23                    |
| 2015             | "Queen" (av Miryo)                      | 98                    |

### Soundtrack
| År   | Titel                         | Topplacering          | Film/Serie     |
| År   | Titel                         | Sydkorea (Gaon Chart) | Film/Serie     |
| ---- | ----------------------------- | --------------------- | -------------- |
| 2014 | "I Believe"                   | —                     | My Spring Days |
| 2016 | "Imi Oneun Sori" (med Minseo) | —                     | The Handmaiden |
| 2017 | "Kiss or Kill"                | —                     | Missing 9      |

## Filmografi

### Film
| År   | Titel            | Roll                              |
| ---- | ---------------- | --------------------------------- |
| 2009 | Closer to Heaven | Seo Jin-hee                       |
| 2013 | The Huntresses   | Ga-bi                             |
| 2015 | Love Forecast    | Joon-soos ex-flickvän (cameoroll) |

### TV-drama
| År   | Titel       | Kanal | Roll          |
| ---- | ----------- | ----- | ------------- |
| 2010 | All My Love | MBC   | Hwang Geum-ji |